# 俞融蓉
俞融蓉（Yung Yung Yu，1982年10月4日—2022年8月/9月），香港女演員。 父親是上海人，母親是台灣人，自小移民印尼，十二歲曾於新加坡 讀書，之後又回了印尼讀一年高中。讀完高一母親把融蓉送到美國 及澳洲留學，於澳洲新南威爾斯大學畢業. 後來香港發展， 到香港拿著兩個行李，對自己說“我要做演員”。來到香港後開始學廣東話，學看和打中文字。彭發導演的《塚愛》是融蓉的第一部作品。 到目前，拍了五部電影，當過監製，也做過法國護膚品代言人，2010年曾是一位主持人，因此逼切必須學閱讀中文。融蓉也是慈善動物會愛心大使，之後還開始了編劇的工作。2012年因父親中風，停止所有工作專心照顧父親。

## 電影
- 2007年《塚愛》飾芳婷
- 2008年《我不賣身我賣子宮》飾葵
- 2009年 《廿六大吉》飾順情
- 2010年 《完美嫁衣》飾：酒吧青春少女（合作：楊千嬅 林峰等）
- 2010年 《無言》
- 2014年 《大浪淘沙》 特別演出

## 代言
- 2008年為法國著名美容護膚品牌出任代言人
- 2014年 Education First 《EF》東南亞面孔

## 其他
- 2009年 《Mark Leung I: Revenge of the Bitch － VIDEO GAME
- 2009年 《Cocktail Definition》飾 Alabama Slammer －香港四十小八時電影展
- 2009年 《New Territory》飾 MONA － 短片
- 2014年 《那美麗的早晨》 阻止家暴短片
- 2014年 《禮物》微電影
- 2014年 《Go！演唱會大追擊》微電影
- 2014年 《蓤境》 微電影
- 2019年 《Illegalist》 短片
- 2019年 《Years of Macau》短片
- 2019年 《Daffodil》 短片

## 獎項
- 2009年  24Hours Film Festival: Best Movie, Best Scriptwriting, Best Directing
- 2011年 LOS ANGELES MOVIE AWARD, BEST ACTRESS, 廿六大吉 26 happiness road
- 2011年 LOS ANGELES REEL FILM FESTIVAL, BEST ACTRESS, 廿六大吉 26 happiness road
- 2011年 CANADA INTERNATIONAL FILM, AWARD OF EXCELLENCE IN FILM MAKING, 廿六大吉26 happiness road
- 2011年 LOS ANGELES MOVIE AWARD, OVERALL EXCELLENCE IN FILM MAKING , 廿六大吉26 happiness road

## 獎項提名
- 2007年 HONG KONG DIRECTOR'S GUILD -  nominated - Best New Coming Actress －塚愛